# Регламент про промислові зразки Спільноти
Регла́мент про промисло́ві зразки́ Спільно́ти — нормативно-правовий акт Європейського Союзу, який запроваджує уніфіковану систему прав на промислові зразки, що називаються промисловими зразками Спільноти, у всьому Європейському Союзі. Система, яка включає як незареєстровані, так і зареєстровані права на примислові зразки, діє на додаток до національних систем охорони в кожній державі-члені, які частково гармонізовані Директивою про правову охорону промислових зразків (98/71/ЄС).

## Зареєстровані примислові зразки
Промисловий зразок є «зовнішнім виглядом всього виробу або його частини, що обумовлений особливостями, зокрема, ліній, контурів, кольору, форми, фактури та/або матеріалів самого виробу та/або його оздоблення» (ст. 3). Промислові зразки можуть охоронятися, якщо
- вони є новими, тобто якщо жоден ідентичний промисловий зразок не є загальнодоступним;
- вони мають індивідуальний характер, тобто «обізнана особа» знайде відмінність від інших промислових зразків, які є загальнодоступними.

Якщо промисловий зразок є частиною більш складного виробу, новизна та індивідуальний характер промислового зразка оцінюються за тією його частиною, яка є видимою під час звичайного використання.
Промислові зразки не охороняються, якщо їхній зовнішній вигляд повністю визначається їхньою технічною функцією або необхідністю з'єднання з іншими виробами для виконання технічної функції (виняток «must-fit»). Однак модульні системи, такі як Lego або Meccano, можуть охоронятися [ст. 8(3)].

## Незареєстровані промислові зразки
Усі промислові зразки, які відповідають критеріям, охороняються як незареєстровані промислові зразки Спільноти протягом трьох років від дати, коли промисловий зразок вперше став публічно доступним в Європейському Союзі. «Публічний» в цьому випадку означає “коло, що спеціалізуються у відповідному секторі”.

## Оформлення дизайнів
Відповідні промислові зразки можуть бути зареєстровані протягом одного року від дати їхнього першого оприлюднення: також можна претендувати на «пріоритет», якщо заявка на зареєстроване право на промисловий зразок була подана в державі-учасниці Паризької конвенції про охорону промислової власности (Паризька конвенція) або Угоди про торговельні аспекти прав інтелектуальної власности (ТРІПС) протягом шести місяців до подання заявки на реєстрацію промислового зразка Співтовариства. Заявки можна подавати до національних відомств інтелектуальної власності, до відомства Бенілюксу або безпосередньо до Відомства інтелектуальної власності Європейського Союзу (EUIPO) в Аліканте, Іспанія. Детальні правила подання заявок та процедури реєстрації містяться в Регламенті Комісії (ЄС) № 2245/2002, а розміри зборів визначені в Регламенті Комісії (ЄС) № 2246/2002.

## Опублікування та мова
Заявки можна подавати будь-якою офіційною мовою Європейського Союзу.